# Jasper Hale
Jasper Hale est un personnage fictif de la saga Twilight. Il est d'ailleurs le dernier arrivé dans la famille Cullen (famille de vampires issue de la saga Twilight, dont l'auteur est Stephenie Meyer).
Dans les films, il est interprété par Jackson Rathbone.

## Biographie
Jasper Whitlock (Hale) est né en 1844 à Houston, au Texas. Il est le fils adoptif de Carlisle et d'Esmée.
En 1861, il s'engage dans l'armée confédérée, en disant qu'il a vingt ans au lieu de dix-sept ans. C'est à cette époque qu'une femme dénommée Maria le transforme en vampire (1863). Cette dernière tente de créer une armée de nouveau-nés pour s'emparer des territoires occupés par d'autres vampires. Jasper forme les nouveau-nés de Maria au combat (Jasper était très utile à Maria car grâce à son don (manipuler les émotions et les ressentir), il pouvait les discipliner et éviter les conflits). Maria et Jasper partagent une très courte relation.
Il rencontre Alice à Philadelphie lors d'un dîner, des années après (elle semblait l'attendre), puis ils rejoignirent Carlisle où ils se marient par la suggestion de Carlisle. Les Cullen le font passer pour le frère jumeau de Rosalie Hale (à cause de leur similitudes physique), c'est pourquoi ils ont le même nom de famille.
Il arrive à ressentir et à manipuler les sentiments de ceux qui l'entourent.

## Description
Le nom qu'il portait dans sa vie humaine était Jasper Whitlock. Il est né en 1844 à Houston dans l'État du Texas aux États-Unis. Il était soldat, beau et très fort. Il récoltait l'admiration et le respect de tous, ce qui était dû, selon son père, à son charisme.
Il évacuait des habitants de Houston pour les faire échapper à la guerre récemment déclarée lorsqu'il tomba sur trois magnifiques jeunes filles, restées en retrait : Maria, Nettie et Lucy. Elles étaient d'une beauté indescriptible, effrayante. Leur peau était claire comme la craie. Ces trois jeunes filles, qui étaient en fait des vampires, voulaient créer une armée de vampires indestructibles pour conquérir toute la région de Houston. Elles le transformèrent donc en vampire après l'avoir jugé à la hauteur de leurs attentes, car celles-ci sélectionnaient leurs soldats en s'assurant qu'ils soient les meilleurs. Il devint ainsi un très bon soldat vampire, il se battait avec ses frères d'armes régulièrement et remportait toujours ces duels à mort, si bien qu'ils fut promu chef des vampire et obtint la responsabilité d'arrêter les combats entre ses congénères.
Ils composaient une armée d'environ vingt vampires et réussirent à conquérir Houston en une nuit en ne perdant que quatre membres. Il combattit à leurs côtés pendant plusieurs années, avant de se rendre compte (grâce à deux autres vampires nommés Peter et Charlotte qui se sont enfuis pour mener une vie plus agréable) qu'il ne supportait plus toute cette violence.
Il s'enfuit donc avec Peter avec qui il avait combattu les nouveau-nés et Charlotte qui étaient revenus entretemps, laissant derrière lui Maria, la vampire qui l'avait transformé et pour qui il avait une admiration sans faille et un grand amour. Il erra quelque temps avec ses compagnons mais ne supportant plus de ressentir la souffrance de ses victimes, il devint dépressif, avant de trouver Alice Cullen, sa future femme.
Jasper Hale semble être le membre le plus en retrait de la famille Cullen. Il garde ses distances envers les humains et envers Bella Swan, sa future belle-sœur (surtout depuis l'accident le jour de l'anniversaire de celle-ci) car il est le plus « sauvage » des vampires de la famille, ce qui expliquerait son attitude envers ceux qui ne sont pas de son espèce. Bella a l'impression que Jasper reste avec les Cullen seulement pour Alice mais ce n'est pas le cas et elle va le comprendre dans Révélation. Son don consiste à capter les émotions des gens et de pouvoirs les modifier comme bon lui semble. Par exemple, il pourrait calmer une foule en colère ou ranimer des gens sans énergie. Il semble aimer les Volturi, comme le remarque Bella dans le tome 3.